# مرجانة (ريف دمشق)
مرجانة قرية سوريّة تتبع إداريّاً لمحافظة ريف دمشق منطقة مركز ريف دمشق ناحية الكسوة، بلغ تعداد سكانها 559 نسمة حسب التعداد السكاني لعام 2004.